# Awe (Nigeria)
Awe è una città della Repubblica Federale della Nigeria appartenente allo Stato di Nassarawa. È capoluogo dell'omonima area a governo locale (local government area). Conta una popolazione di 112.574 abitanti.